# George Caleb Bingham

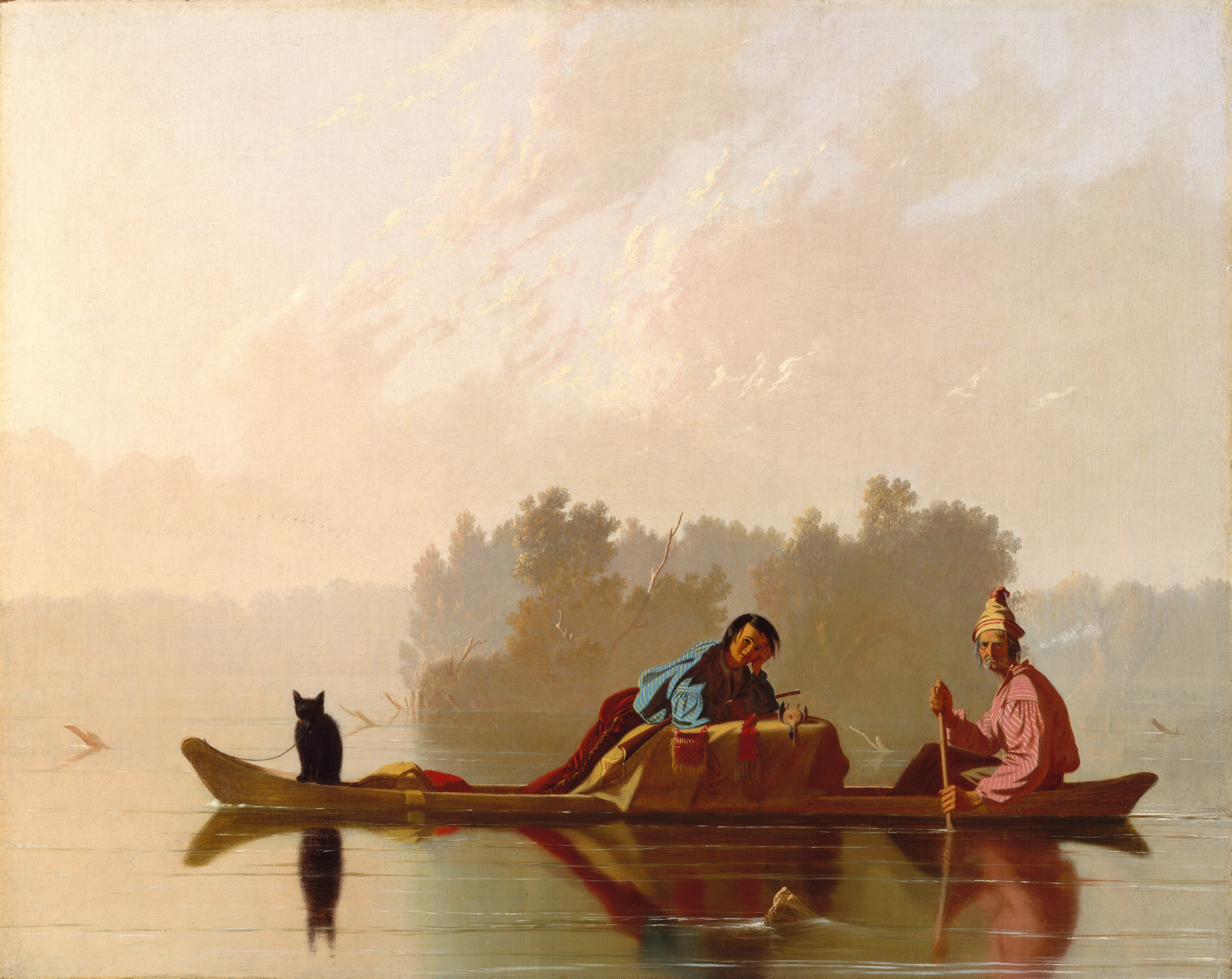
Comerciants de pells descendint el Missouri (1845), Museu Metropolità d'Art, Nova York

George Caleb Bingham (Comtat d'Augusta, Virgínia, 1811 - Kansas City, Missouri, 1879) va ser un pintor estatunidenc. Bingham va passar la seva infància a Franklin, Missouri, on el seu pare tenia una plantació de tabac.
Es va formar com ebenista. Va treballar com retratista per tot el país. Després va estudiar teologia, dret i art, això últim en l'Acadèmia d'Art de Filadèlfia, entre 1837 i 1838.
George Bingham és el pintor del mite americà, representant escenes que destaquen el paper positiu dels colons en la contribució de la civilització a les terres salvatges. Escenes de caça i vida diària sobre els rius van contribuir a forjar el seu renom nacional a partir de 1840. Va ser contractat pel Partit Demòcrata i va expressar la seva passió per la política pintant una sèrie de quadres que representen l'alegria popular en els períodes d'eleccions. George va ser triat per a l'Assemblea General de l'Estat de Missouri el 1848.
Va acudir a estudiar i formar-se a Europa el 1856. Fins a 1859 va estudiar art amb els membres de l'Escola de Düsseldorf a Düsseldorf, Alemanya. Segons els crítics, això va fer que abandonés el seu estil nord-americà rústic i evolucionés cap a un traç més incisiu. Al seu retorn, va començar a pintar menys, tornant-se cap a la política en els anys posteriors a la Guerra Civil i servint com a tresorer de l'estat.
També va ser president del Consell de comissionats de policia per Kansas City (Missouri) el 1874, sent nomenat primer cap de policia. Cap al final de la seva vida va ser professor d'art en la Universitat de Missouri–Columbia.